# Glypta incognita
Glypta incognita là một loài tò vò trong họ Ichneumonidae.